# Boros János (pszichológus)
Boros János (?, 1946. május 12. –) börtönpszichológus, a Pázmány Péter Katolikus Egyetem oktatója.

## Élete
1971-től dolgozott börtönökben.
2004-től a Pázmány Péter Katolikus Egyetem oktatója.
„A pszichológus kikerülhetetlen alakja a hazai kriminálpszichológiának, többek között az ő nevéhez fűződik a börtönpszichológiai irodalom alapművének számító Börtönpszichológia című könyv megírása, valamint évtizedes kutatói múlt áll mögötte a lélektan ezen területén.”
Számos könyvrészletet, szakcikket jelentetett meg. Kutatási területi az igazságügyi pszichológia, a kriminális személyiség kialakulásának modelljei, a tanúkihallgatás legújabb módszerei, a fogvatartottak börtönadaptációja, és a bűnözők kockázatvállalási stratégiái.

## Művei

### Könyvek
- (társszerző: Csetneky László) Börtönpszichológia, Rejtjel kiadó, Budapest, 2002[5]

### Könyvrészletek
- Boros János: Offender categories in Hungarian prison system, In: Graham Davies [et al ] (szerk.) Psychology, law, and criminal justice: international developments in research and practice. Berlin: New York : Walter de Gruyter, 1995. pp. 532–537.
- Effects of prison factors on recidivism, In: Boros János, Münnich Iván, Szegedi Márton (szerk.) Psychology and criminal justice: international review of theory and practice. Berlin; New York: De Gruyter, 1995. pp. 269–278. (Publications of the European Association of Psychology and Law)
- Zimbardo kisérlete és a börtönök működése, In: Korinek László, Kőhalmi László, Herke Csongor (szerk.) Emlékkönyv Ferencz Zoltán egyetemi adjunktus halálának 20. évfordulójára. Pécs: Pécsi Tudományegyetem Állam- és Jogtudományi Kar, 2004. pp. 25–31. (Studia iuridica auctoritate Universitatis Pécs publicata, ISSN 0324-5934; 133.)
- A hosszútartamú szabadságvesztés hatása a fogvatartottak személyiségére, In: Mocsai Zoltán (szerk.) Csillagbörtön 1885-2005. Szeged: Szegedi Fegyház és Börtön, 2005. pp. 31–40.
- Mentálhigiénés tevékenység a bűnmegelőzés és büntetés-végrehajtás területén, In: Kiss Enikő Csilla, Sz Makó Hajnalka (szerk.) Mentálhigiéné és segítő hivatás. Pécs: Pro Pannonia Kiadói Alapítvány, 2013. pp. 146–171.

### Szakcikkek
- Jogpszichológia és kriminálpszichológia In: Belügyi Szemle 52: (6) pp. 5–20.
- A hosszútartamú börtönbüntetés hatása a fogvatartottakra In: Börtönügyi Szemle 24: (2) pp. 19–25.
- (társrszerző: Kiss O.) Vállalkozók és bűnelkövetők kockázatvállalási stratégiái In: Alkalmazott pszichológia 10: (3-4) pp. 75–99.